# Un palais pour Poutine : L'Histoire du plus gros pot-de-vin
Pour plus de détails, voir Fiche technique et Distribution.
Un palais pour Poutine : L'Histoire du plus gros pot-de-vin (en russe : Дворец для Путина. История самой большой взятки, Dvorets dla Poutina. Istoriïa samoï bolchoï vziatki) est un documentaire russe paru en 2021, écrit par Alexeï Navalny et produit par la Fondation anti-corruption qu'il a créée en 2011.

## Présentation
Reprenant les allégations formulées en 2010 par l'homme d'affaires Sergueï Kolesnikov, le film est censé démontrer l'existence d'un système de corruption qui, selon les auteurs de l’enquête, serait dirigé par le président russe Vladimir Poutine. La majeure partie du film est consacrée au « palais de Poutine » : une luxueuse résidence au bord de la mer Noire, à côté de Guelendjik, qui aurait été construite pour l’usage personnel de Poutine. Le film estime le coût de la construction du complexe à environ 100 milliards de roubles (1,1 milliard d’euros).
Le 28 janvier 2021, Vladimir Poutine dément formellement posséder un palais sur les rives de la mer Noire. Répondant à la question d’un étudiant lors d’une conférence télévisée, il déclare : « Rien de ce qui est montré comme faisant partie de mes biens ne m’appartient et n’a jamais appartenu à moi ou à mes proches ».
Le film est publié sur YouTube le 19 janvier 2021, peu après le retour en Russie d’Alexeï Navalny (soigné en Allemagne après son empoisonnement) et son arrestation. En 24 heures, il est vu plus de 20 millions de fois, et il atteint les 100 millions de vues le 28 janvier.
Le 30 janvier 2021, le milliardaire russe Arkadi Rotenberg, proche de Vladimir Poutine, déclare être le propriétaire du domaine.